# Normalizacija baze podataka
Normalizacija baze podataka je razdoblje kojim se iz danog modela bez podataka nastoji otkloniti potreba za višestrukim ponavljanjem različitih podataka (usporedi zališnost podataka). Naime, osim što (nekorisno) troši prostor, višestruko zapisivanje istog podatka otežava (i/ili onemogućava) mijenjanje sadržaja baze podataka. S toga, načelni cilj normalizacije možemo izraziti riječima: Baza podataka treba biti oblikovana tako da se svaki podatak upisuje samo jednom (ili: samo na jednom mjestu).